# Canewdon
Canewdon – wieś w Anglii, w hrabstwie Essex, w dystrykcie Rochford. Leży 23 km na południowy wschód od miasta Chelmsford i 62 km na wschód od Londynu.